# 奧賴恩鎮區 (明尼蘇達州奧姆斯特德縣)
奧賴恩鎮區（英語：Orion Township）是位於美國明尼蘇達州奧姆斯特德縣的一個行政鎮區。

## 地方資料
奧賴恩鎮區的面積為92.12平方千米，皆為陸地。根據2020年美國人口普查的數據，當地共有人口545人，而人口密度為每平方千米5.92人。